# Карпилов, Григорий Хацкелевич
Григорий Хацкелевич Карпилов (6 июня 1891, Минск — 13 февраля 1949, Минск) — оториноларинголог, доктор медицинских наук, профессор (1938), зав. кафедрой отоларингологии Белорусского медицинского института Архивная копия от 20 февраля 2017 на Wayback Machine

## Биография
В 1923 окончил медицинский факультет Второго Московского университета.
1923–1927 –  работал врачом в Москве и Владимире, затем возвратился в Минск.
1927–1934 –  научный сотрудник кафедры отоларингологии Белорусского медицинского университета и Минского медицинского института.
1934–1941 –  переезжает с семьей в Витебск. Заведующий кафедрой отоларингологии Витебского медицинского института; доктор медицинских наук, профессор (1938). 
1944–1949 – заведующий кафедрой отоларингологии Белорусского медицинского института. Занимался вопросами клиники, лечения склеромы и других заболеваний уха, горла и носа.

## Интересные факты
Отец белорусского режиссёра В.Г. Карпилова;
В августе 1946 года руководил лечением американки Рут Уоллер (член миссии ЮНРРА в БССР) на базе Минской больницы №1;
Бывший член ВКП(б). После отказа от партбилета готовился к аресту, которого не произошло благодаря спасению главы НКВД БССР от удушья рыбной костью, застрявшей в горле. Участник Великой Отечественной войны.